# Albaldah
Albaldah (pi Sagittarii) is een heldere ster in het sterrenbeeld Boogschutter (Sagittarius).